# NGC 756
NGC 756 è una lontana galassia lenticolare situata nella costellazione della Balena, a una distanza di circa 564 milioni di anni luce dalla nostra Via Lattea.

## Scoperta
La galassia è stata scoperta il 9 novembre 1885 dall'astronomo statunitense Francis Leavenworth.